# Dar Hussein

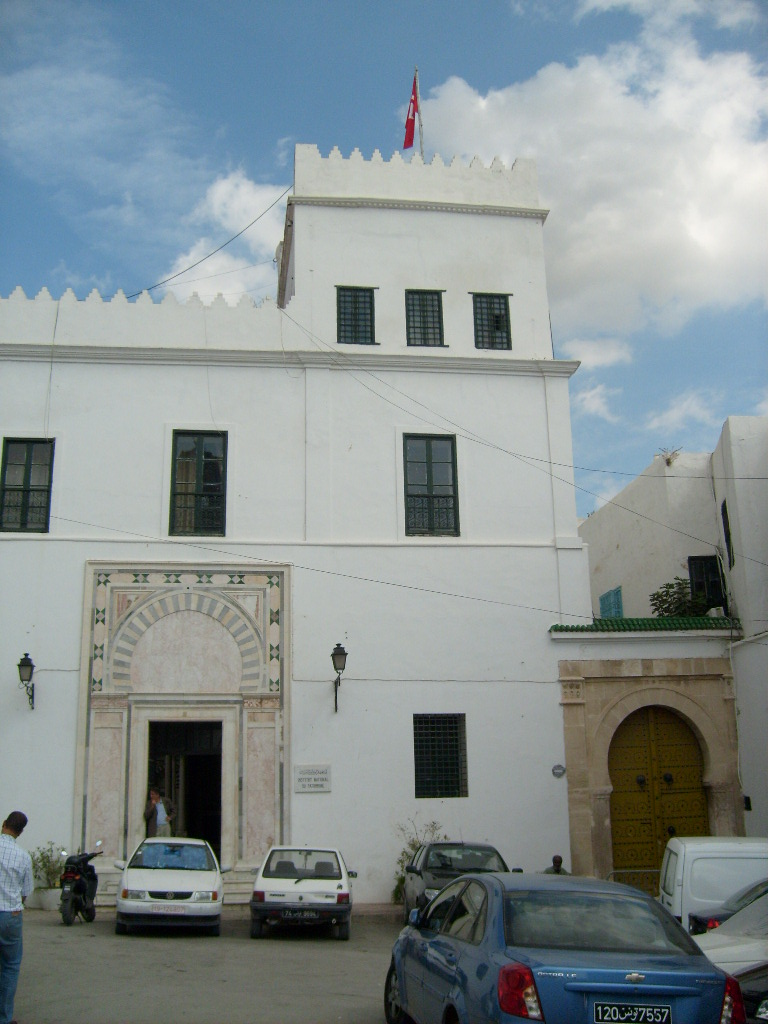
Palais sur la place du Château.

Le Dar Hussein (arabe : دار حسين) est l'un des plus beaux palais de la médina de Tunis (Tunisie). Il est situé dans le quartier de Bab Menara, plus exactement au numéro 4 de la place du Château.

## Histoire

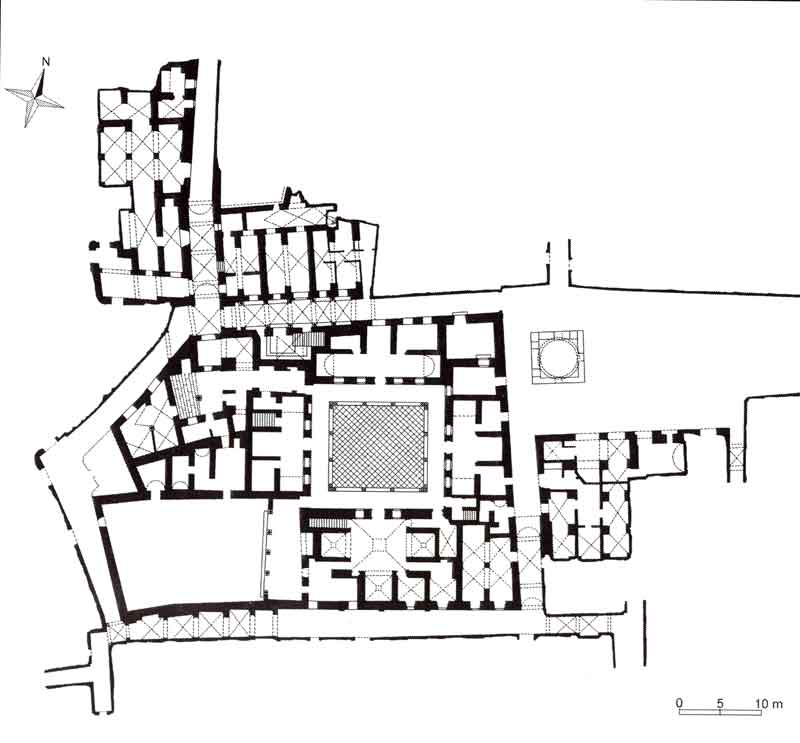
Plan du rez-de-chaussée.

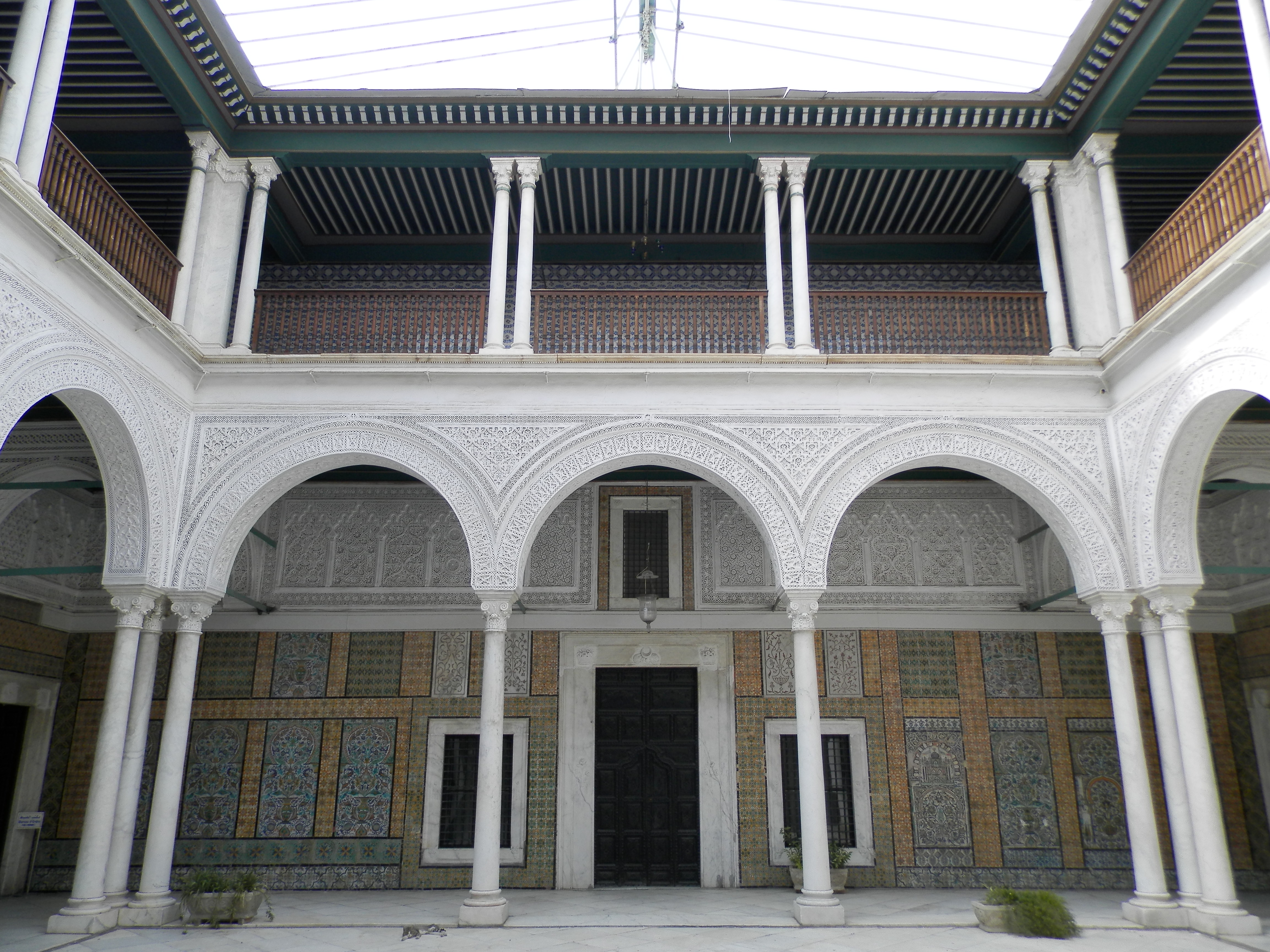
Vue montrant les deux niveaux du patio.

Demeure construite sur l'emplacement de la cité princière des XIe et XIIe siècles, elle est l'habitation successive de princes, de deys et de beys. Ses riches propriétaires ne cessent de l'embellir et de l'agrandir avec de vastes salles de réception et deux patios. Reconstruite par Ismail Kahia, ministre et gendre d'Ali Ier Pacha, c'est au XIXe siècle que Youssef Saheb Ettabaâ, ministre favori d'Hammouda Pacha, achète et embellit le palais. C'est à lui que l'on doit les décorations actuelles : patio décoré de dallage et de colonnes de marbre blanc, chapiteaux de style néo-corinthien, carreaux de Qallaline, stucs, boiseries peintes, etc.
En 1858, le Dar Hussein abrite le premier Conseil municipal de Tunis d'où son nom de Dar El Achra (Maison des dix) par référence aux dix notables qui formaient ce conseil. Le général Husseïn, réformateur proche du grand vizir Kheireddine Pacha, s'installe dans le palais qui porte ainsi son nom.

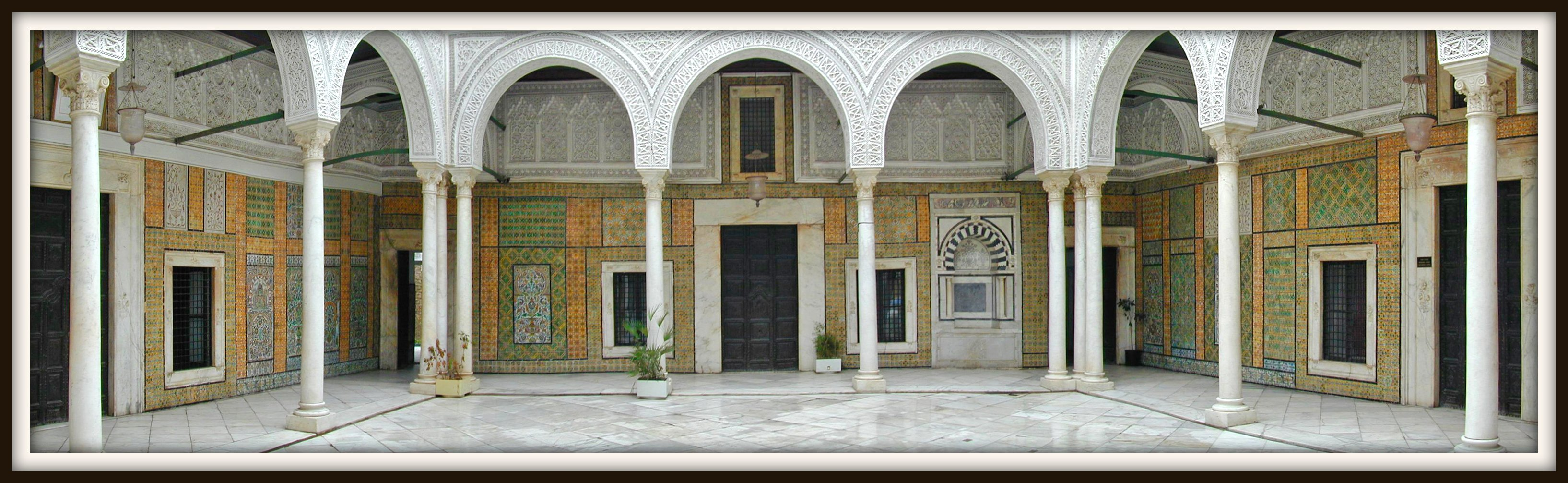
Patio richement décoré du Dar Hussein.

En 1882, le général Léonard-Léopold Forgemol de Bostquénard, commandant des forces françaises occupant le pays, y installe son état-major qui y demeure durant toute la durée du protectorat. La place du Château, située devant l'entrée, est aménagée à cette époque sur un ancien cimetière.
Depuis 1957, le Dar Hussein est le siège de l'Institut national d'archéologie et d'art devenu Institut national du patrimoine en 1993.

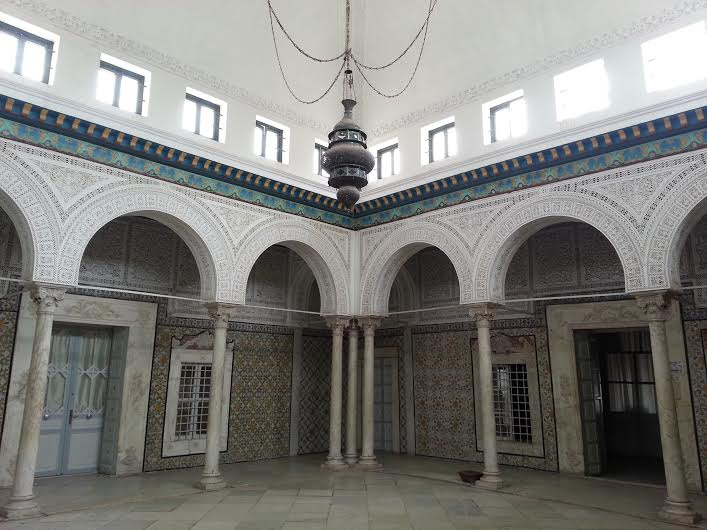
Salle du Dar Hussein.
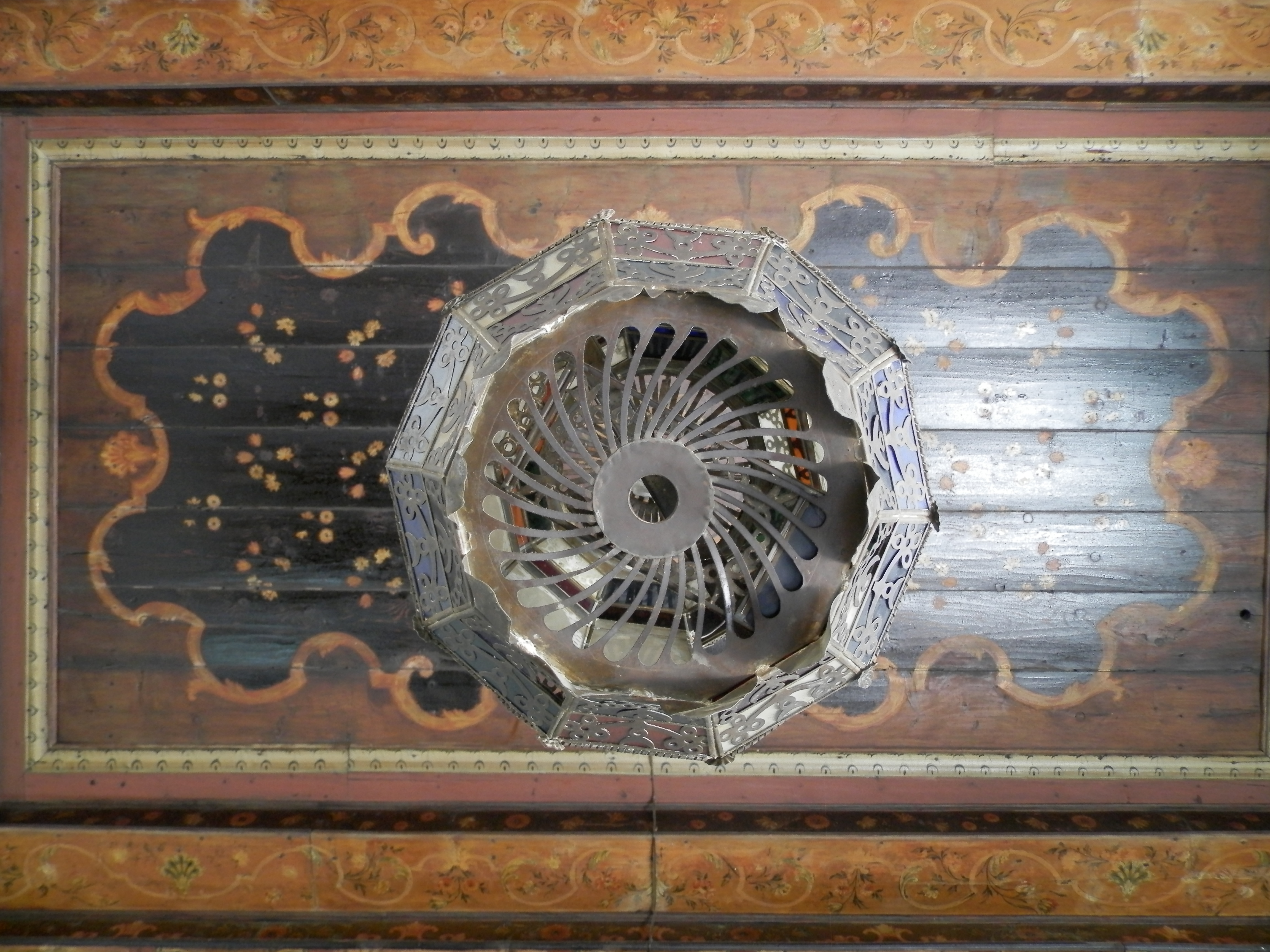
Plafond de l'une des salles.
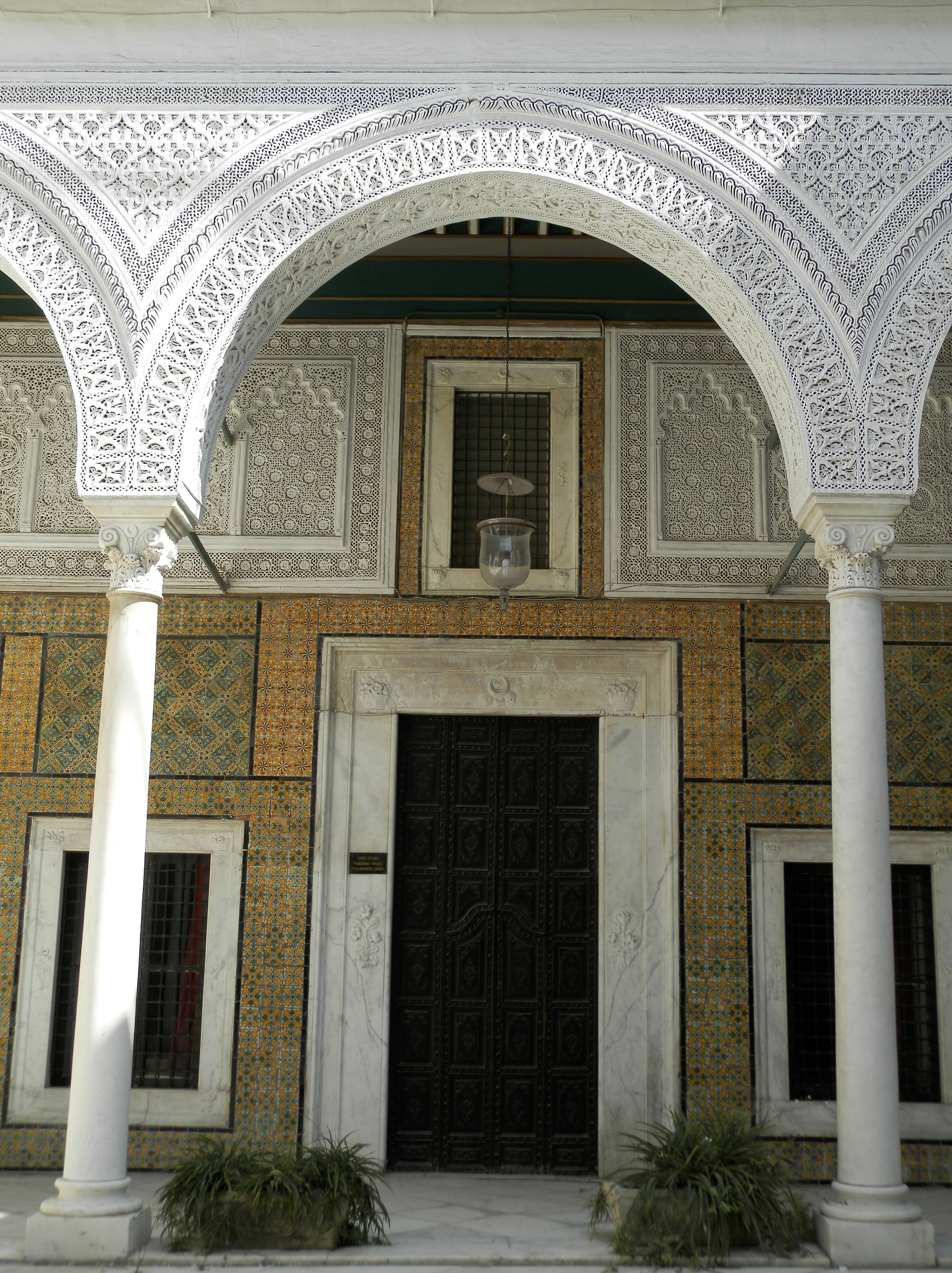
Arcades du patio.
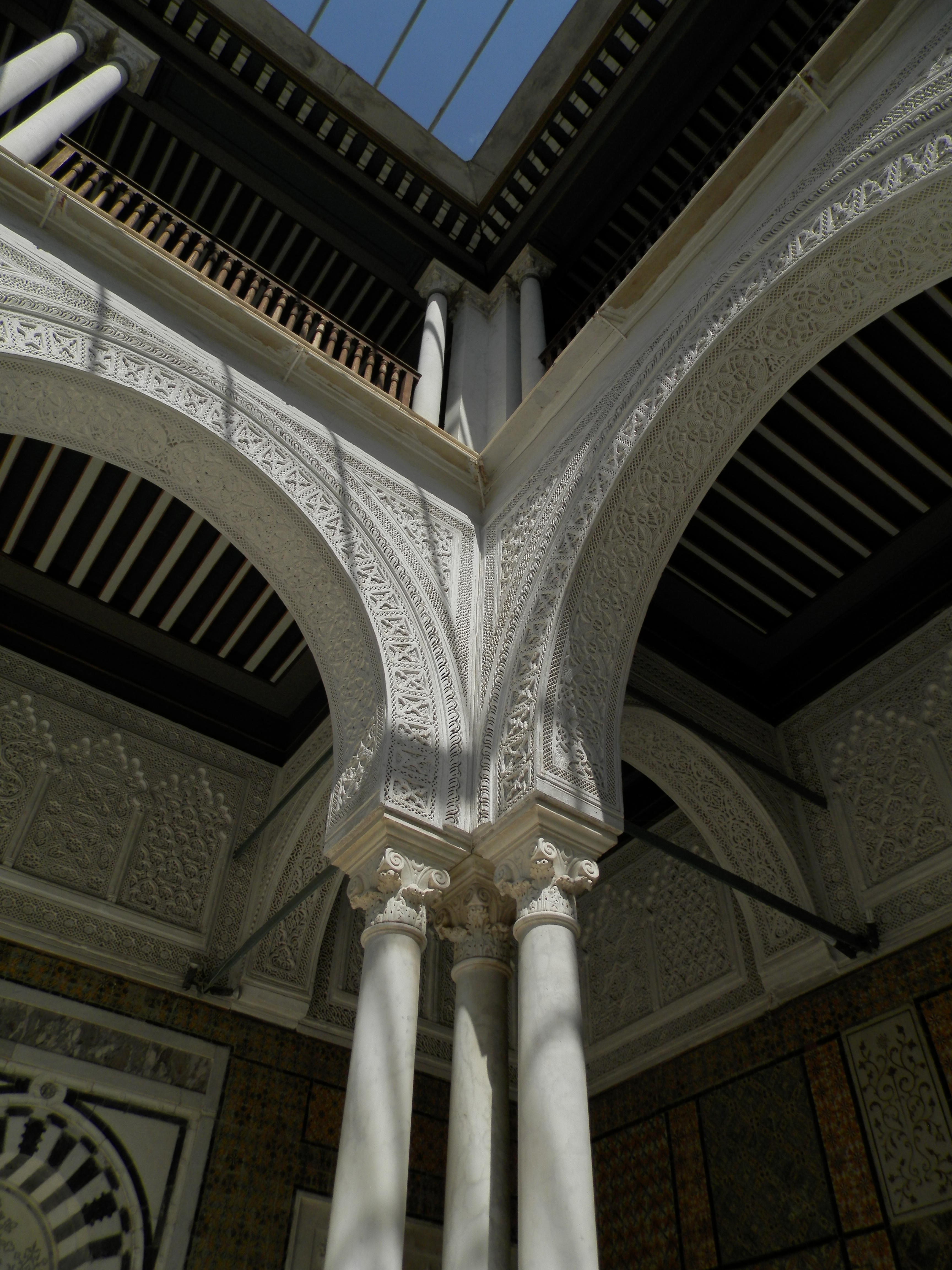
Colonnes dans le patio.
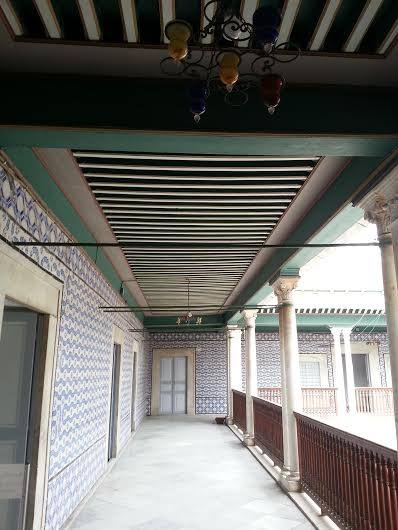
Balcon du patio.
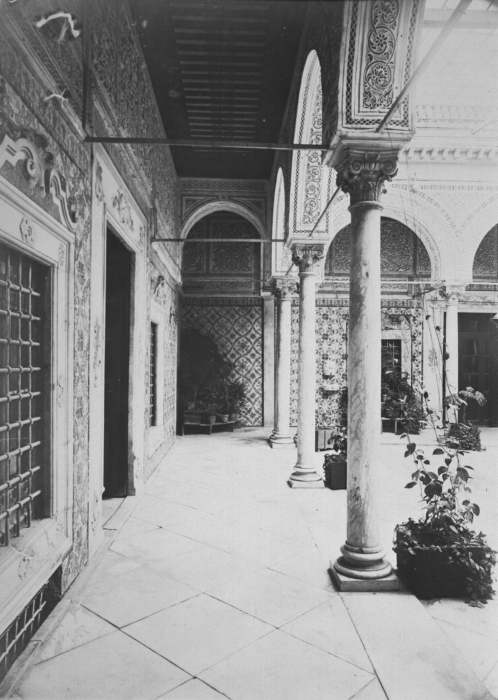
Dar Hussein au XXe siècle.